# وقایع‌نامه سالیانه سلسله چوسان
سالنامه واقعی سلسله چوسان (انگلیسی: Veritable Records of the Joseon Dynasty)، که گاهی به اختصار سیلوک (실록) نامیده می‌شود، اسنادی هستند که توسط دولت گردآوری و منتشر شده‌اند و به اسناد و مدارک معتبر معروفند و سلطنت پادشاهان سلسله چوسان در کره را مستند می‌کنند. این اسناد که از سال ۱۳۹۲ تا ۱۸۶۵ نگهداری می‌شوند، شامل ۱۸۹۳ جلد هستند و تصور می‌شود طولانی‌ترین اسناد پیوسته از یک سلسله واحد در جهان باشند.